# Bella Tola
Bella Tola – szczyt w Alpach Pennińskich, części Alp Zachodnich. Leży w południowej Szwajcarii w kantonie Valais. Należy do masywu Weisshorn. Szczyt można zdobyć ze schroniska Cabane Bella Tola (2345 m).